# Lauksargiai
Lauksargiai (deutsch Laugszargen) ist ein Dorf im litauischen Bezirk Tauragė. Der Ort ist Zentrum des Amtsbezirks (Seniūnija) Lauksargiai und gehört zur Rajongemeinde Tauragė.

## Geographische Lage

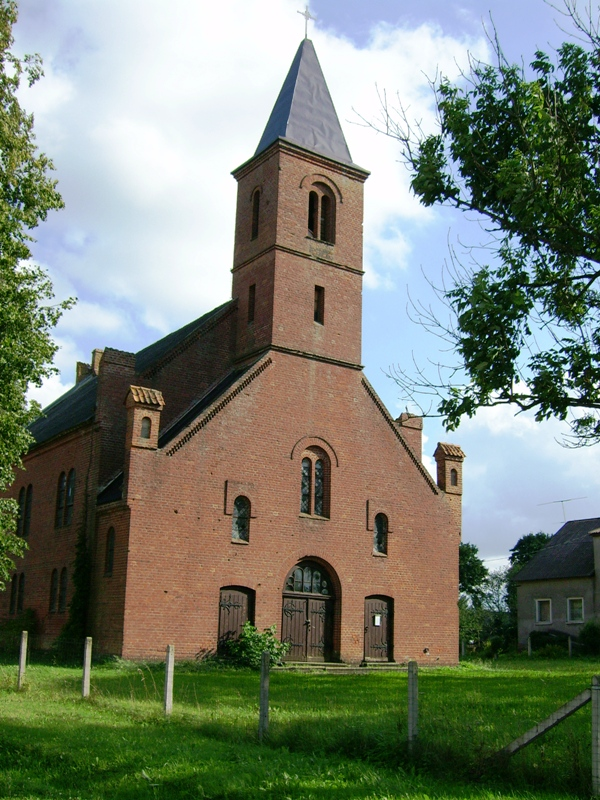
Die evangelisch-lutherische Kirche von Lauksargiai

Lauksargiai liegt im Südwesten Litauens, im ehemaligen Memelland, etwa acht Kilometer südwestlich des Gemeindesitzes Tauragė.

## Geschichte
Im Jahr 1874 wurde der Ort (offenbar) Sitz eines Amtsbezirks im (Land)kreis Tilsit im Deutschen Reich. Im Jahr 1920 erfolgte die Eingliederung in den Landkreis Pogegen (lit. Pagėgių apskritis). Von 1939 bis 1944 gehörte der Ort zum Landkreis Tilsit-Ragnit.
Nach der Eingliederung in die Litauische Sozialistische Sowjetrepublik gehörte Lauksargiai bis 1950 zur Gemeinde (lit. valsčius) Piktupėnai. Danach wurde der Ort Sitz eines Umkreises (lit. apylinkė). Im Jahr 1954 wurde dieser an den Umkreis Grežpelkiai angeschlossen, welcher im Jahr 1961 (wieder) nach Lauksargiai verlegt wurde. Bis zu dessen Auflösung im Jahr 1962 gehörte der Ort zum Rajon Pagėgiai und dann zum Rajon Tauragė. Seit 1995 ist Lauksargiai Sitz eines Amtsbezirks.

### Einwohnerentwicklung
| Jahr | Einwohner |
| ---- | --------- |
| 1910 | 681       |
| 1959 | 574       |
| 1970 | 534       |
| 1979 | 474       |
| 1989 | 635       |
| 2001 | 700       |
| 2011 | 622       |

## Verkehr
Durch den Ort verläuft die Magistralinis kelias A12, die den russisch-litauischen Grenzübergang Sowetsk/Panemunė mit dem litauisch-lettischen Grenzübergang bei Plikiškiai verbindet (ein Teilstück der Europastraße 77). Lauksargiai hat auch einen Bahnhof an der Eisenbahnstrecke von Pagėgiai nach Radviliškis, der derzeit aber nicht bedient wird.

## Schule
In Lauksargiai gibt es eine Hauptschule.

## Evangelisch-Lutherische Kirche
Die evangelisch-lutherische Gemeinde von Laugszargen wurde 1864 gegründet und die Kirche 1887 geweiht. Während des Ersten Weltkriegs wurde sie zerstört und 1924 wieder aufgebaut.

## Amtsbezirk Lauksargiai

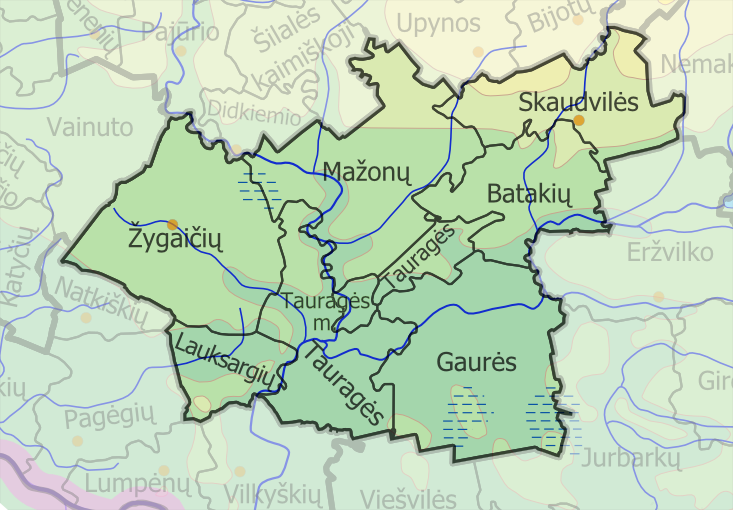
Lage des Amtsbezirks Lauksargiai im Süden der Rajongemeinde Tauragė

Seit 1995 besteht die Lauksargių seniūnija, die zur Rajongemeinde Tauragė gehört. Im Amtsbezirk sind 16 Dörfer mit insgesamt 1271 Einwohnern auf einer Fläche von 63,9 km² zusammengeschlossen (Stand 2011). Der Amtsbezirk ist seit 2009 in die drei Unterbezirke (lit. Seniūnaitija) Grežpelkių seniūnaitija, Lauksargių seniūnaitija und Šakių seniūnaitija eingeteilt. Zum Amtsbezirk gehören:
| Ortsname        | deutscher Name  | Unterbezirk  |  | Ortsname      | deutscher Name       | Unterbezirk  |
| --------------- | --------------- | ------------ |  | ------------- | -------------------- | ------------ |
| Aukštvilkiai    | Augstwilken     | Šakiai       |  | Kreivėnai     | Kreywöhnen           | Griežpelkiai |
| Gilandviršiai   | Gillandwirschen | Griežpelkiai |  | Lauksargiai   | Laugszargen          | [ 2 ]        |
| Grežėniai       | Greiszöhnen     | Griežpelkiai |  | Meldiklaukiai | Meldiglauken         | Griežpelkiai |
| Griežpelkiai I  | Größpelken      | Griežpelkiai |  | Nemailai      | Neumeilen            | Šakiai       |
| Griežpelkiai II | zu Größpelken   | Griežpelkiai |  | Oplankys      | Ablenken             | Griežpelkiai |
| Kalėnai         | Kallehnen       | Griežpelkiai |  | Steponiškiai  | Cullmen-Laugallen    | Šakiai       |
| Kamščiai        | Kampspowilken   | Šakiai       |  | Šakiai        | (Alt u. Neu) Schäken | Šakiai       |
| Kregždėnai      | Kriegsdehnen    | Šakiai       |  | Žilučiai      | Szilutten            | Šakiai       |

## Persönlichkeiten

### Söhne und Töchter der Gemeinde
- Erich Karschies (1909–1942), deutscher Lehrer und Schriftsteller.